# Ptecticus brunescens
Ptecticus brunescens är en tvåvingeart som beskrevs av Ouchi 1938. Ptecticus brunescens ingår i släktet Ptecticus och familjen vapenflugor. Inga underarter finns listade i Catalogue of Life.